# Melangyna cingulata
Melangyna cingulata är en tvåvingeart som först beskrevs av Egger 1860.  Melangyna cingulata ingår i släktet flickblomflugor, och familjen blomflugor.
Artens utbredningsområde är Österrike. Inga underarter finns listade i Catalogue of Life.